# نقع
النقع هو عملية استخلاص المركبات الكيميائية أو النكهات من المواد النباتية في مذيب مثل الماء أو الزيت أو الكحول، وذلك بالسماح للمادة بالبقاء معلقة في المذيب بمرور الوقت (وهي عملية تسمى غالبًا بالإنقاع). يسمى السائل الناتج بالنقيع. تختلف عملية النقع عن كل من عملية الاستخلاص بالإغلاء -وهي طريقة استخلاص تتضمن غلي المواد النباتية- وعملية التخليل، حيث يمر الماء عبر المادة (كما هو الحال في محضّرة القهوة).